# George Kaftan
Pour les articles homonymes, voir Kaftan.
George A. Kaftan (né le 22 février 1928 à New York (État de New York) et mort le 6 octobre 2018) est un joueur américain de basket-ball.

## Biographie
Mesurant 1,92 mètre, George Kaftan est le pivot titulaire de l'équipe du College of the Holy Cross qui a remporté le championnat NCAA de 1947. Il remporte le titre de meilleur joueur du tournoi après avoir marqué 21 points de moyenne par match lors des trois rencontres. 
George Kaftan joue ensuite professionnellement, au poste d'ailier, pour les Celtics de Boston de 1948 à 1950, les Knicks de New York de 1950 à 1952 puis les Bullets de Baltimore pour la saison 1952-1953. Il inscrit en moyenne 7,5 points par match lors de sa carrière professionnelle.
George Kaftan est un membre du New England Basketball Hall of Fame et du Holy Cross Varsity Club Hall of Fame.